# Epipagis finbaralis
Epipagis finbaralis là một loài bướm đêm trong họ Crambidae.